# Lori damisel·la
El lori damisel·la(Lorius domicella) és una espècie d'ocell de la família dels psitàcids que habita la selva humida de les Moluques meridional.